# La Navarraise
La Navarraise (título original en francés; en español, La navarra) es una ópera en dos actos con música de Jules Massenet y libreto en francés de Jules Claretie y Henri Cain, basada en la novela de Claretie La Cigarette.  Se estrenó en Covent Garden en Londres el 20 de junio de 1894, con Emma Calvé en el rol titular.

## Personajes
| Personaje  | Tesitura     | Reparto del estreno, 2 de junio de 1894 (Director: - Philippe Flon) |
| ---------- | ------------ | ------------------------------------------------------------------- |
| Anita      | mezzosoprano | Emma Calvé                                                          |
| Araquil    | tenor        | Albert Álvarez                                                      |
| Garrido    | bajo         | Paul-Henry "Pol" Plançon                                            |
| Remigio    | barítono     | Charles Gilibert                                                    |
| Ramon      | tenor        | Claude Bonnard                                                      |
| Bustamente | barítono     | Eugène Dufriche                                                     |